# Vĩnh Bảo, Hải Phòng
Vĩnh Bảo là xã thuộc thành phố Hải Phòng, Việt Nam.
Thị trấn Vĩnh Bảo có diện tích 3,05 km², dân số năm 1999 là 7.540 người, mật độ dân số đạt 2.472 người/km².
Theo thống kê năm 2019, thị trấn Vĩnh Bảo có diện tích 3,05 km², dân số là 8.435 người, mật độ dân số đạt 2.766 người/km².